# Shin Katō
Kato Shin (加藤信?) (1 de enero de 1891—1 de julio de 1952) fue un jugador de go profesional.

## Biografía
Fue finalista del primer Torneo Honinbo el cual lo perdió contra Sekiyama Riichi. Fue un fuerte opositor del go con komi.

## Campeonatos y subcampeonatos
| Título   | Años perdido |
| -------- | ------------ |
| Actuales | 1            |
| Honinbo  | 1941         |